# Exocoetus
Exocoetus – rodzaj morskich ryb z rodziny ptaszorowatych (Exocoetidae). Płetwy piersiowe silnie, a brzuszne słabo rozwinięte. W odróżnieniu od innych ptaszorowatych, ikra tego rodzaju utraciła nici czepne na osłonkach, może unosić się na wodzie.

## Klasyfikacja
Gatunki zaliczane do tego rodzaju:
- Exocoetus gibbosus
- Exocoetus monocirrhus
- Exocoetus obtusirostris – ptaszor krótkopyski[3]
- Exocoetus peruvianus
- Exocoetus volitans – ptaszor[4], ptaszor jaskółczy[5]